# Tuerca estampada

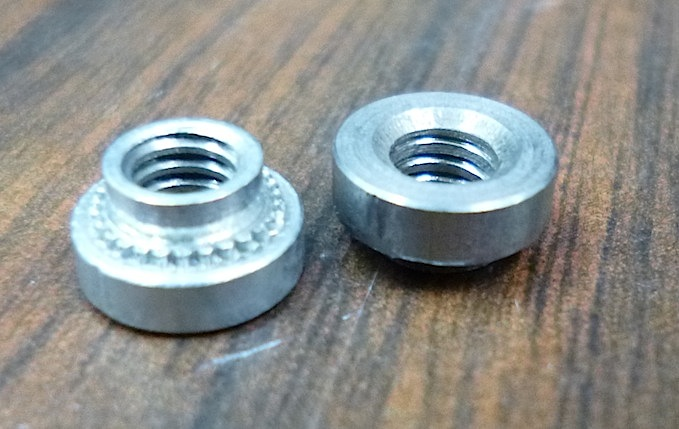
Un par de tuercas estampadas roscadas para aceptar tornillos 8-32. Nótese el corte angosto visible justo por encima del anillo de remache en la tuerca de la izquierda.

Una tuerca estampada, tuerca auto-ajustable, tuerca de prensado o tuerca con anillo de cierre es un tipo de tuerca o inserto roscado que es usado en chapas metálicas.  
Se ancla permanentemente a la hoja de metal al estampar en el material circundante. Generalmente, la tuerca estampada es hecha de un metal duro como el acero inoxidable, el cual es insertado en un agujero pre-perforado en un material dúctil más blando como el aluminio. El vástago insertado tiene tres diámetros: un eje principal el cual encaja ajustadamente en el agujero, un socavado delgado de menor diámetro, y un anillo de cierre dentado de mayor diámetro. Al forzar el anillo de cierre en un material más blando, con una prensa de mandril o apretando con un tornillo a través del agujero, ocasiona que se deforme plásticamente (estampado) dentro del socavado anular en el vástago. Esto sella la tuerca dentro del agujero. El moleteado en el anillo de remache no es necesario, pero impide que la tuerca gire después de la instalación.
Este es un método popular para añadir roscas resistentes, e hilos que soportan cargas a una pieza relativamente delgada de metal.
La tuerca estamapada está descrita en el Estándar Aeroespacial Nacional NASM45938 (National Aerospace Standard) que reemplaza la especificación militar MIL-N-45938

## Historia
Albert Spokes solicitó una patente estadounidense para la tuerca estampada a principios de 1958. La tuerca estampada desciende de una idea más antigua, la tuerca de remache. Las tuercas de remache incorporan un eje tubular que encajan a través de la parte a ser sujetada y es asegurada o remachada en su sitio desde el lado opuesto.